# Engenharia do território
A engenharia do território é um ramo da engenharia ao qual compete o estudo e o planeamento do ordenamento do território, os levantamentos topográficos e cadastrais, o apoio aos projetos de infraestruturas viárias e de saneamento básico, os levantamentos funcionais e urbanísticos, os trabalhos de estudos de circulação e transportes e a operação de sistemas de informação geográfica.
Os engenheiros do território recebem formação em ciências de engenharia, engenharia civil, urbanismo, geografia, geomática, hidráulica e biofísica.
Em Portugal, o único curso superior em engenharia do território é oferecido pelo Instituto Superior Técnico.